# Danh sách ứng dụng di động Wikipedia
Quỹ Wikimedia phát hành các ứng dụng di động Wikipedia chính thức để sử dụng Wikipedia trên nhiều hệ điều hành thiết bị di động. Tất cả đều được phân phối miễn phí qua các cửa hàng ứng dụng chính thức: Android (qua Google Play), iOS (qua App Store), Firefox OS (qua Firefox Marketplace), và Windows 8 (qua Windows Store). Chúng cũng có thể được tải về độc lập qua bất cứ cửa hàng bên thứ ba nào, và từ trang web "phát hành" của Quỹ Wikimedia, nơi cũng giữ lại các phiên bản cũ và beta.
Các nhà phát triển độc lập cũng đã phát hành nhiều ứng dụng không chính thức để đọc các bài viết trên Wikipedia. Một số ứng dụng tải và xử lý nội dung trên trang Wikipedia; số khác sử dụng API MediaWiki. Một số chỉ hiển thị nội dung Wikipedia, thường lược đi các tính năng như thể loại. Một số cũng cho phép sửa đổi.

## Các ứng dụng chính thức
Các ứng dụng Wikipedia từ Quỹ Wikimedia đều được gọi là "Wikipedia", ngoại trừ phiên bản iOS được gọi là "Wikipedia Mobile".
- Wikipedia cho Android  trên Google Play: Ứng dụng Android cho phép sửa đổi các bài viết trực tiếp trên ứng dụng, và có thể liệt kê các tiêu đề và khoảng cách để gắn thẻ vị trí các bài viết gần vị trí hiện tại của người dùng. Nó không hiển thị các thể loại. Nó cũng được có sẵn trên F-Droid[2]
- Wikipedia Mobile cho iOS  trên iTunes Preview: Ứng dụng iOS cũng cung cấp một phiên bản chỉ đọc của Wikipedia,[3] tương tự như phiên bản web trên di động. Nó cho phép người dùng "chia sẻ" một bài viết qua Facebook và các trang mạng xã hội khác. Nó cũng cho phép người dùng tìm các bài được gắn thẻ vị trí gần vị trí hiện tại. Nó không hiển thị các thể loại trong bài viết.
- Wikipedia cho Windows trên Windows Store: Ứng dụng kiểu Metro cũng cung cấp một phiên bản chỉ đọc của Wikipedia, tương tự như phiên bản web trên di động. Ứng dụng khi sử dụng trong Windows RT không thể hiển thị ảnh động.
- Wikipedia cho Firefox OS Lưu trữ ngày 24 tháng 9 năm 2016 tại Wayback Machine trên Firefox Marketplace: Ứng dụng Firefox OS cũng cung cấp một phiên bản chỉ đọc của Wikipedia, tương tự như phiên bản web trên di động. Phiên bản này có thể phát hiện Wikipedia Zero cơ bản để người dùng biết nếu nhà mạng của họ có thể sử dụng dữ liệu không mất phí dành riêng cho Wikipedia.

## Các ứng dụng không chính thức
Những ứng dụng sau được phát triển chủ yếu để hiển thị các bài viết và thường được dùng trên các nền tảng không có sẵn ứng dụng Wikipedia chính thức, như Windows Phone. Các tính năng đặc trưng bao gồm tìm kiếm các bài viết, bookmark, chia sẻ, hoặc phóng to ảnh.
| Tên ứng dụng                                              | Mô tả | Android | iOS                                                       | Windows Phone | Khác                                                                          | Giá   | Mã nguồn mở |
| --------------------------------------------------------- | --- | ------- | --------------------------------------------------------- | ------------- | ----------------------------------------------------------------------------- | ----- | ----------- |
| Aard Dictionary                                           | Trình đọc từ điển ngoại tuyến miễn phí đa nền tảng (Android, Linux, Mac, Windows). | có      |                                                           |               | Website                                                                       | Tự do | Có          |
| All Of Wikipedia - Offline                                | Bởi Brilliant(ish) Software. |         | có                                                        |               | Website Lưu trữ ngày 4 tháng 9 năm 2016 tại Wayback Machine                   | $9.99 |             |
| Viki                                                      | |         | có                                                        |               | Website Lưu trữ ngày 2 tháng 12 năm 2016 tại Wayback Machine                  | $2.99 |             |
| Discover — Wikipedia in a Magazine                        | Bởi Cooliris, Inc. |         | iPad Lưu trữ ngày 26 tháng 4 năm 2016 tại Wayback Machine |               |                                                                               | Tự do |             |
| WikiNodes                                                 | Bởi Institute for Dynamic Educational Advancement (IDEA). |         | có                                                        |               |                                                                               | $1.99 |             |
| Articles                                                  | Bởi Sophiestication Software. |         | có                                                        |               |                                                                               | Tự do |             |
| Minipedia - Offline Encyclopedia                          | Bởi Minipedia. | có      | có                                                        |               | Website Lưu trữ ngày 27 tháng 10 năm 2020 tại Wayback Machine                 | Tự do |             |
| Kiwix                                                     | Chương trình miễn phí để tải về toàn bộ văn bản trên Wikipedia và đọc ngoại tuyến. | có      | có                                                        |               | Website                                                                       | Tự do | Có          |
| Random Wiki                                               | Một ứng dụng miễn phí và nguồn mở để đọc các bài viết ngẫu nhiên trên Wikipedia. | có      |                                                           |               |                                                                               | Tự do | Có          |
| Yearly                                                    | Một ứng dụng miễn phí hiển thị các sự kiện ngẫu nhiên được chọn từ trang Wikipedia về năm đó trên một đồng hồ số 24 giờ. |         | có                                                        |               | Webapp Lưu trữ ngày 4 tháng 3 năm 2016 tại Wayback Machine                    | Tự do |             |
| LearnDiscovery                                            | Hiển thị và lưu lại các sơ đồ tư duy của Wikipedia. Tương quan giữa các chủ đề được sắp xếp để tạo nên thông tin mới bằng cách hình ảnh hỏa ngữ cảnh về một chủ đề. Bookmarks sơ đồ tư duy thay cho các bài viết, và chia sẻ chúng dưới dạng nguồn tham khảo trực quan. |         | có                                                        |               | Website Lưu trữ ngày 6 tháng 8 năm 2018 tại Wayback Machine                   | $5.99 |             |
| What's Here?                                              | Ứng dụng Android cho phép người dùng tìm các trang Wiki thú vị về vị trí hiện tại. | có      |                                                           |               |                                                                               | Tự do |             |
| WikiMed Medical Encyclopedia                              | Bách khoa toàn thư y học trực tuyến của Wikipedia. Dựa trên Kiwix. | có      |                                                           |               |                                                                               | Tự do | Có          |
| Wikipanion                                                | |         | có                                                        |               | Website                                                                       | Tự do |             |
| The Wiki Game - A Wikipedia Game of Racing and Exploring! | Một trò chơi mà người dùng phải đua để đi từ bài viết Wikipedia này đến bài viết khác. |         | có                                                        |               | Website                                                                       | $0.99 |             |
| Listen to Wikipedia                                       | |         | có                                                        |               | Website                                                                       | Tự do |             |
| Wiki on Map                                               | Đọc các trang Wikipedia liên quan tới địa điểm được chọn trên bản đồ bằng bất cứ ngôn ngữ nào. |         | có                                                        |               | Website Lưu trữ ngày 21 tháng 10 năm 2016 tại Wayback Machine                 |       |             |
| WikiBots Talking Wikipedia                                | Bot đọc tự động các bài viết Wikipedia bằng 23 ngôn ngữ. |         | có                                                        |               |                                                                               | Tự do |             |
| Duckipedia - A Wikipedia Reader                           | Duckipedia là một trình đọc Wikipedia sạch. |         | có                                                        |               | Website Lưu trữ ngày 6 tháng 6 năm 2016 tại Wayback Machine                   | Tự do |             |
| LoboWiki Reader for Wikipedia                             | Tất cả các liên kết được nhấn đều được thêm vào hàng đợi đọc, thay vì lập tức mở ra để cho phép người dùng đọc bài viết mà không bị phân tâm.. | có      |                                                           |               | Website                                                                       | Tự do |             |
| GeoSearch for Wikipedia                                   | Tìm kiếm và xem các bài viết Wikipedia được gắn thẻ vị trí từ một vùng bản đồ. |         | có                                                        |               | Website                                                                       | Tự do |             |
| GWiki - Wikipedia for Android                             | | có      |                                                           |               |                                                                               | Tự do |             |
| Wikiamo                                                   | Một trình xem Wikipedia trực quan và có thiết kế tương tự như Safari cho iPhone và iPod Touch. Nó hiển thị các bài viết với định dạng tùy chỉnh để đọc thoải mái hơn và giới thiệu các tính năng như lịch sử, đánh dấu trang và đọc ngoại tuyến.                        |         | có                                                        |               | Website                                                                       | Tự do |             |
| Wikipedia Offline                                         | Chứa tới 3,8 triệu bài viết trong Wikipedia tiếng Anh và yêu cầu 3,6 GB dung lượng trống để cài đặt. |         |                                                           | có            |                                                                               | Tự do |             |
| Wiki Encyclopedia Gold                                    | Một trình đọc Wikipedia. Phiên bản Pro có giá $0.99 và nhà phát triển sẽ đóng góp 30% cho Quỹ Wikimedia. | có      |                                                           |               |                                                                               | Tự do |             |
| "Wikipedia"                                               | Wikipedia cho Windows Phone. Nó cho phép truy cập các bài viết một cách nhanh và dễ dàng và có vài tính năng khác. |         |                                                           | có            |                                                                               | Tự do |             |
| Wiki Bee Free                                             | |         |                                                           | có            |                                                                               | Tự do |             |
| Wikipedia Reader                                          | Wikipedia Reader là trình xem bài viết và ảnh Wikipedia. |         |                                                           | có            |                                                                               |       |             |
| Wikiweb                                                   | Wikiweb là một trình đọc Wikipedia cũng trực quan hóa kết nối giữa các bài viết. |         | có                                                        |               | Website Lưu trữ ngày 19 tháng 8 năm 2012 tại Wayback Machine                  | $4.99 |             |
| Wikiwand                                                  | Cho phép định hướng và tìm kiếm dễ dàng hơn trang web hay ứng dụng của trang. |         | có                                                        |               | Website                                                                       | Tự do |             |
| Zimpedia                                                  | Trình đọc Wikipedia và các dự án Wiki khác ngoại tuyến được lưu trữ trong định dạng ZIM. |         |                                                           |               | Sailfish OS BlackBerry 10 Lưu trữ ngày 10 tháng 10 năm 2016 tại archive.today | Tự do | Có          |
| Inquire by Tamper                                         | Trình đọc Wikipedia hướng tới ngữ cảnh cho iPhone |         | có                                                        |               | Website                                                                       | $1.99 |             |
| Intermind                                                 | Một trình xem Wikipedia trực quan hóa các liên kết giữa các chủ đề cho iPhone và iPad |         | có                                                        |               | Website Lưu trữ ngày 30 tháng 8 năm 2016 tại Wayback Machine                  | $0.99 |             |